# Óscar Asiáin
Óscar Asiáin Ruiz (Chihuahua, 21 febbraio 1949 – Chihuahua, 8 marzo 2017) è stato un cestista messicano.

## Carriera
Con il Messico ha disputato una edizione dei Mondiali (1974) e una dei Giochi olimpici (1968).